# Kalininez
Kalininez (russisch Кали́нинец) ist eine Siedlung städtischen Typs in der Oblast Moskau (Russland) mit 21.774 Einwohnern (Stand 14. Oktober 2010).

## Geographie
Die Siedlung liegt gut 45 km Luftlinie westsüdwestlich des Zentrums der russischen Hauptstadt – zugleich des Oblastverwaltungszentrums – Moskau und 30 km vom Moskauer Autobahnring entfernt am Oberlauf der Desna, eines Nebenflusses der Pachra.
Kalininez gehört zum Rajon Naro-Fominsk und ist von dessen Verwaltungszentrum Naro-Fominsk etwa 25 km in nordöstlicher Richtung sowie 5 km von der nächstgelegenen Stadt Aprelewka entfernt. Kalininez ist Zentrum der gleichnamigen Stadtgemeinde (Gorodskoje posselenije), zu der neben der Siedlung sieben weitere Dörfer mit zusammen gut 500 Einwohnern gehören: Burzewo, Juschkowo, Nowosumino, Petrowskoje, Seljatino, Sumino und Taraskowo.

## Geschichte
Im 20. Jahrhundert wurden unweit der alten Dörfer Alabino und Petrowskoje Einheiten der Roten Armee stationiert („Garnison Alabino“). Die zugehörige Wohnsiedlung (mit dem Status einer Ländlichen Siedlung) erhielt ihren Namen nach dem Politiker Michail Kalinin. 2006 erhielt Kalininez den Status einer Siedlung städtischen Typs und wurde im Rahmen der Verwaltungsreform in der Russischen Föderation Zentrum der neu geschaffenen Stadtgemeinde, die 2005 aus der Landgemeinde Petrowskoje hervorgegangen ist.

### Bevölkerungsentwicklung
| Jahr | Einwohner |
| ---- | --------- |
| 1979 | 9.304     |
| 2002 | 23.873    |
| 2010 | 21.774    |

Anmerkung: Volkszählungsdaten

## Sehenswürdigkeiten
Auf dem Territorium der Stadtgemeinde Kalininez befinden sich die Überreste des Landsitzes Petrowskoje-Alabino (auch Petrowskoje-Knjaschischtschewo genannt) des Industriellen Nikita Akinfijewitsch Demidow (1724–1789), den dieser von 1776 bis 1780 vermutlich durch Matwei Kasakow im klassizistischen Stil errichten ließ. Der Landsitz ist im Verlaufe des 20. Jahrhunderts, in der sowjetischen Periode, vollständig verfallen.

## Wirtschaft und Infrastruktur
Kalininez ist Standort der 5. Infanterie-Brigade der Russischen Armee und Wohnsiedlung für die Armeeangehörigen mit diversen Versorgungseinrichtungen.
Östlich am Ort führt die Fernstraße A107, der Moskauer Kleine Ring, auf seinem Abschnitt zwischen der Minsker und Kiewer Chaussee vorbei. Die „Minsker Chaussee“ M1 wird einige Kilometer nördlich bei Golizyno gekreuzt, die „Kiewer Chaussee“ M3 wenige Kilometer südlich beim Dorf Alabino. Dort in der Nähe befinden sich auch die nächstgelegenen Bahnstationen Alabino und Seljatino an der Strecke Moskau – Brjansk – Kiew, auf der Vorortzugverbindung zum Moskauer Kiewer Bahnhof besteht.